# EverBank Stadium
EverBank Stadium is een American football stadion in Jacksonville (Florida). Het stadion opende zijn deuren in 1995. Het stadion verving het oude Gator Bowl Stadium, dat in 1994 werd gesloopt. Van 2010 tot en met 2018 heette het stadion EverBank Field, en van 2018 tot en met 2023 droeg het de naam TIAA Bank Field. Vaste bespelers zijn de Jacksonville Jaguars.
Het stadion was gastheer van Superbowl XXXIX in 2005.